# Estadio Centenario de Guaranda
El estadio Federativo de Guaranda, también llamado estadio Centenario de Guaranda, es un estadio multiusos. Está ubicado en la avenida Lucas Campana entre La Prensa y Guayaquil de ciudad de Guaranda. Es usado mayoritariamente para la práctica del fútbol y tiene capacidad para 4.500 espectadores. Inaugurado el 31 de diciembre del 1969.

## Historia
Desempeña un importante papel en el fútbol local, ya que los clubes guarandeños como el Sporting Bolívar, Unibolívar y Primero de Mayo hacían y/o hacen de locales en este escenario deportivo.
Acerca de competencias deportivas, este estadio acogió a nivel nacional. Asimismo, este estadio es sede de distintos eventos deportivos a nivel local, así como es escenario para varios eventos de tipo cultural, especialmente conciertos musicales (que también se realizan en el Coliseo Municipal de Guaranda).
También el club de la vecina provincia de Tungurahua, el Mushuc Runa Sporting Club jugó sus partidos de local en este escenario deportivo, de esta manera por primera vez en la historia bolivarense se disputó un partido de la Serie A de Ecuador en esas tierras; el primer partido de fútbol profesional fue entre Mushuc Runa y River Ecuador el domingo 17 de mayo de 2015. También se hizo Espoli contra Fuerza Amarilla en la Serie B el 6 de junio.
También el club de la vecina provincia de Chimborazo, el Olmedo jugó sus partidos de local en este escenario deportivo, de esta manera por primera vez en la historia bolivarense se jugó un partido de la Serie B de Ecuador en esas tierras; el primer partido de fútbol profesional de esta categoría será entre Olmedo y Técnico Universitario el domingo 18 de junio de 2017.

## Galería

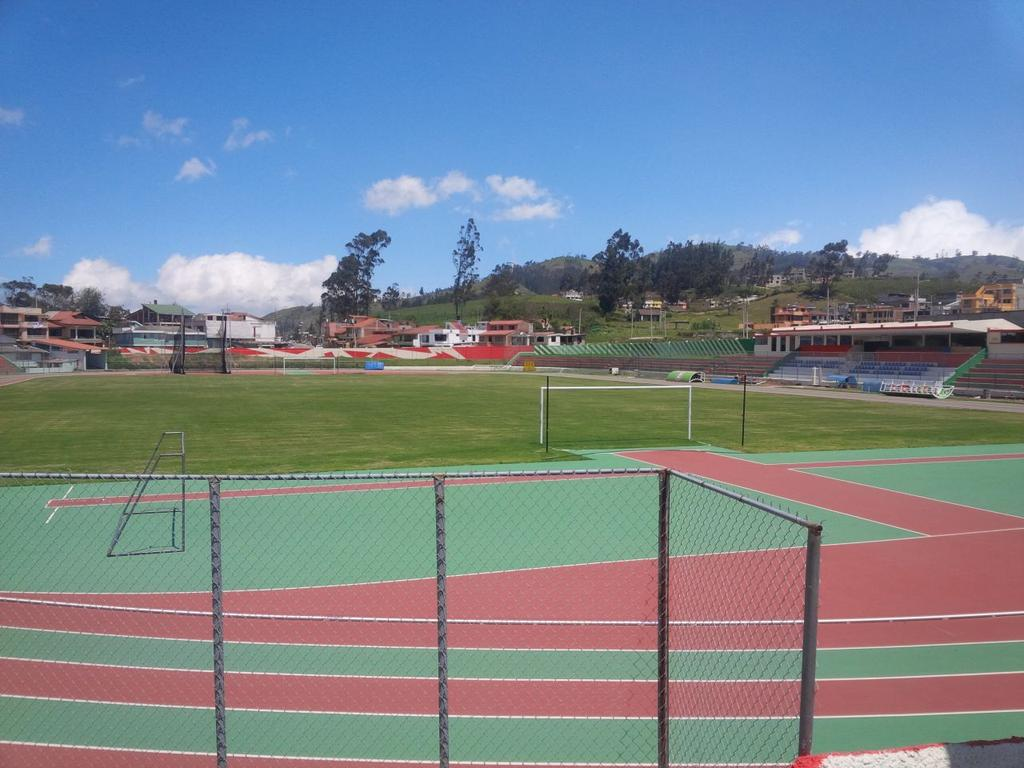
Vista desde atrás del arco
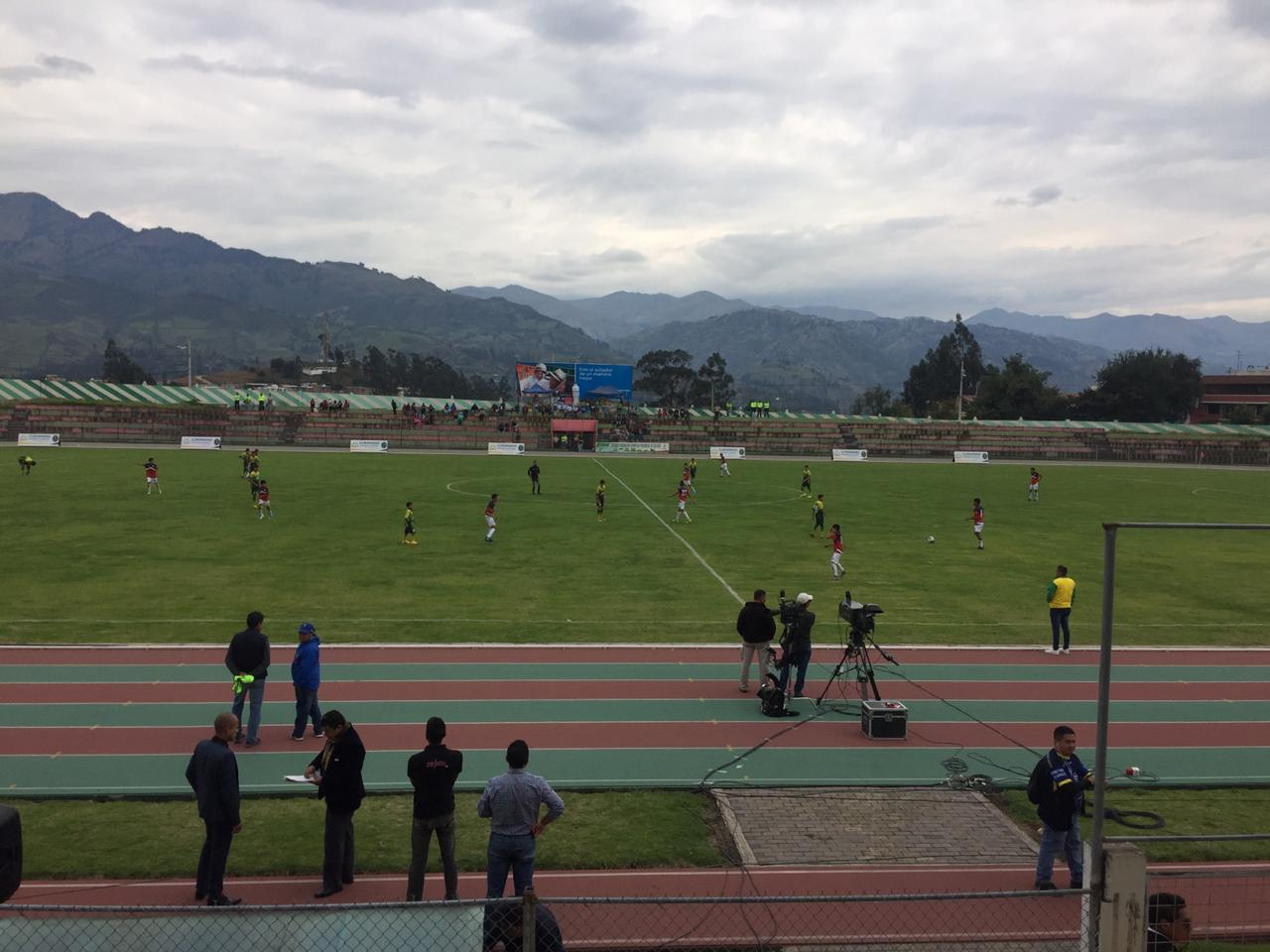
Vista desde la tribuna
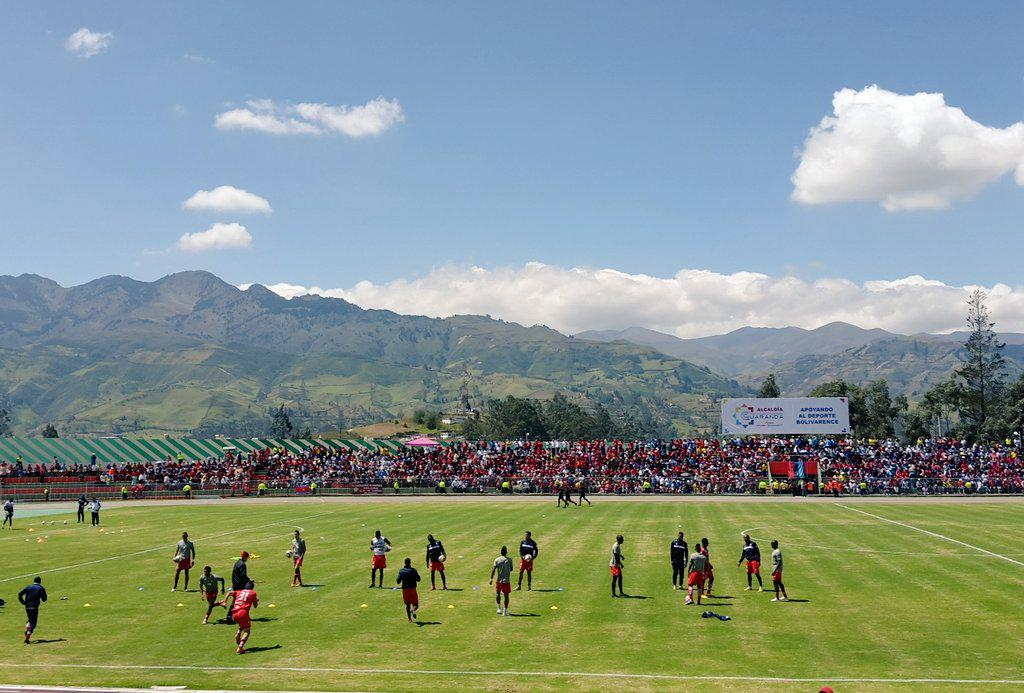
Vista desde la tribuna